# Amadense EC
Amadense EC is een Braziliaanse voetbalclub uit Tobias Barreto in de staat Sergipe.

## Geschiedenis
De club werd in 1981 opgericht en speelde toen in de stad Nossa Senhora da Glória. In 2000 speelden ze voor het eerst in de hoogste klasse van het Campeonato Sergipano. Na twee vierde plaatsen op rij ging het langzaam bergaf tot een degradatie volgde in 2004. In 2005 verhuisde de club naar Tobias Barreto. Na één seizoen keerde de club terug en bleef voor twee jaar nu in de hoogste klasse. Na een vicetitel in de tweede klasse in 2013 promoveerde de club opnieuw naar de hoogste klasse, waar ze nog steeds spelen.